# 小行星77755
小行星77755（77755 Delémont）是一颗绕太阳运转的小行星，为主小行星带小行星。该小行星于2001年8月13日发现。
該小行星以瑞士侏羅州的市鎮德萊蒙命名。

## 轨道参数
小行星77755的轨道半长轴为3.0584340 UA，离心率为0.041。